# ABCA2
ABCA2, ATP-binding cassette sub-family A member 2 ("2 transporter ABC podrodziny A") – białko kodowane u człowieka genem ABCA2.
Jest to białko błonowe należące do nadrodziny transporterów ABC. Białko to transportuje różne cząsteczki poprzez błony komórkowe i wewnątrzkomórkowe. Geny ABC podzielono na 7 różnych podrodzin: ABC1, MDR/TAP, MRP, ALD, OABP, GCN20, White. Rzeczone białko zalicza się do podrodziny ABC1. Jej członkowie tworzą jedyną większą podrodzinę znajdywaną wyłącznie u eukariotów wielokomórkowych. ABCA2 ulega dużej ekspresji w obrębie tkanki budującej mózg. Może ono grać rolę w metabolizmie lipidowym makrofagów i rozwoju układu nerwowego. Znaleziono 2 różne warianty transkrypcyjne genu kodujące różne izoformy białka.